# Matheolus
Matheolus (aussi connu sous les noms de Mathéolus, Mahieu, Mahieu le Bigame (vers 1260 – vers 1320) était un clerc écrivant en latin.
Il est surtout connu pour son œuvre antiféministe Liber lamentationum Matheoluli (c. 1295). Le livre fut traduit du latin en français courant par Jean le Fèvre de Ressons à la fin du XIVe siècle. Jehan Le Fèvre ajouta à la traduction, Les Lamentations de Matheolus, un texte au contenu diamétralement opposé pour la contrebalancer, Le Livre de Leesce. Cette traduction se répandit largement durant le Moyen Âge.
Christine de Pizan a réagi à la lecture des Lamentations par l’écriture de La Cité des dames.